# Bristol Beaufighter
Il Bristol Beaufighter, spesso chiamato semplicemente il Beau era un aereo da caccia pesante britannico derivato dal precedente aerosilurante Beaufort prodotto dalla stessa azienda, la Bristol Aeroplane Company. Il nome Beaufighter deriva dalla fusione di "Beaufort" e "fighter" (aereo da caccia in lingua inglese).
A differenza del Beaufort, il Beaufighter ebbe una lunga carriera e venne impiegato in quasi tutti i teatri di guerra del secondo conflitto mondiale, dapprima come caccia notturno, in seguito come cacciabombardiere e infine come sostituto del Beaufort come aerosilurante.
Ne è stata costruita un'unica variante al modello base in Australia, dal locale Department of Aircraft Production (DAP) con il nome di DAP Beaufighter.

## Storia del progetto
Di fronte all'avvento della Seconda guerra mondiale, il bimotore Beaufighter aveva ricevuto attenzione sporadica in più paesi; il Beaufighter fu immaginato primariamente come un caccia, un compito che avrebbe potuto essere adempiuto più efficacemente dagli intercettatori monoposto. L'idea di un aereo da combattimento pesante (eccetto in Germania dove i caccia pesanti ricevettero l'attenzione degli ingegneri dalla metà degli anni trenta dando vita al Messerschmitt Bf 110), fu estranea alla RAF fino all'inizio della guerra e la mancanza di caccia pesanti tra le linee dell'aviazione inglese fu fonte di imbarazzo per i piloti dei caccia monoposto. Il progetto del Beaufighter fu quasi per essere abbandonato nel momento in cui gli ingegneri della RAF si resero conto che esso non avrebbe potuto eseguire la stessa quantità di compiti degli Hawker Typhoon o degli Hurricane MKII, ma la necessità di un caccia pesante portò a un risultato davvero improvvisato. Nonostante ciò, il Beaufighter si mostrò un caccia pesante molto affidabile grazie alla sua ottima autonomia e la sua manovrabilità.

## Impiego operativo
Il 12 giugno 1942 un Beaufighter fu protagonista di una missione inutile dal punto di vista bellico ma dall'altissimo valore propagandistico: il decollo avvenne nella tarda mattinata dall'isola di Thorney e, dopo un volo a bassissima quota, fu raggiunta Parigi le cui difese antiaeree furono sorvolate a pochi metri di altezza. Il pilota, Alfred Gatward, lanciò un tricolore sull'Arco di Trionfo quindi sorvolò gli Champs Élysées e prese a colpi di mitragliatrice l'edificio del Ministero della marina occupato dalla Gestapo, senza causare vittime o feriti e tra l'approvazione dei cittadini di Parigi. Infine, lanciò un secondo tricolore. L'aeroplano tornò alla base di Ruislip, vicino a Londra, privo di danni tranne un uccello che aveva colpito uno dei motori. Al pennuto, identificato come un corvo francese, fu data degna sepoltura a Northolt.

## Utilizzatori
Australia
- Royal Australian Air Force

 Canada
- Royal Canadian Air Force

 Rep. Dominicana
- Dominican Military Aviation Corps
  - Escuadron de Caza-Bombardeo ricevette 10 TF.X nel 1948. I velivoli ricevettero i numeri dal 306 al 315 e furono usati fino al giugno 1954.[5]

 Israele
- Heyl Ha'Avir

il 103 Squadron operò con 4 TF.X tra il luglio ed il novembre 1948.
 Italia
- Regia Aeronautica
  - operò con un esemplare catturato il 7 gennaio 1942 in Sicilia. Tale aereo andò perduto per incidente il 29 gennaio 1943

 Nuova Zelanda
- Gli Squadrons 75, 485, 486, 487, 488, 489 e 490 della Royal Air Force operarono durante la seconda guerra mondiale con equipaggi neozelandesi.

 Polonia
- Gli Squadrons dal 300 al 309, 315-318 e 663 della Royal Air Forces operarono durante la seconda guerra mondiale con equipaggi polacchi, come anche alcune squadriglie francesi.
  - In particolare il No. 307 Polish Night Fighter Squadron "Lwowskich Puchaczy" di caccia notturna.

 Portogallo
- Aviação Naval

 Sudafrica
- South African Air Force

 Turchia
- Türk Hava Kuvvetleri

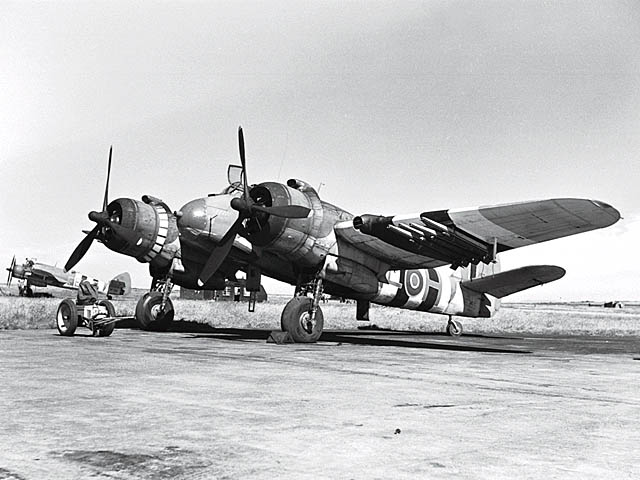
Un Bristol Beaufighter con le invasion stripes.

- I primi Beaufighters TF.X (almeno nove) furono consegnati nel 1944 direttamente dalle unità al fronte. Altri 23 aerei della versione TF.X furono comprati nel 1946.[5]

 Regno Unito
- Royal Air Force
- Fleet Air Arm

 Stati Uniti
- United States Army Air Force

### Riviste
- (EN) Howard, Bristol Beaufighter: The Inside Story, in Scale Aircraft Modelling, Vol. 11, No. 10, luglio 1989.